# 革命的共産主義者同盟再建協議会
革命的共産主義者同盟再建協議会（かくめいてききょうさんしゅぎしゃどうめいさいけんきょうぎかい、略称：革共同再建協議会）は、革共同系の日本の新左翼党派の一つ。
2007年に革命的共産主義者同盟全国委員会（党中央派、前進派、安田派）から分裂して結成された。他称は中核派（関西派、革共同通信派、未来派、塩川派）など。「反帝国主義・反スターリン主義」および「世界革命」を掲げる。指導者は塩川三十二など。公然拠点は前進社関西支社。機関紙は「未来」（旧「革共同通信」）（月複数回）、「展望 The Perspective」（季刊）。警察白書では「極左暴力集団」、マスコミは「過激派」と呼んでいる。

## 概要
2006年3月、革命的共産主義者同盟全国委員会（中核派）の内部で、関西地方委員会議長による10年間以上の汚職疑惑が表面化し、その問題と対応を批判して、いわゆる関西派（革共同通信派、塩川派）が形成された。2007年には関西派は、党中央である中央派（前進派、安田派）が「腐敗と変質」して「現代帝国主義の新自由主義攻撃に屈服」したとして、「革命的共産主義者同盟全国委員会の再建をめざす全国協議会」を結成し、更に「革命的共産主義者同盟再建協議会」（革共同再建協議会）となった。
2007年の革共同再建協議会の綱領案では、「反帝・反スターリン主義を復権しよう」として、現在の日本を「日本帝国主義」、帝国主義の新たな攻撃を「新自由主義攻撃」、日本共産党を「スターリン主義」、革マル派を「反革命カクマル」と批判する点では中央派と共通しているが、「まず党ありき」は「綱領主義」であるとして、また中核派の非公然組織である革命軍への依存と第四インターに対する内ゲバ攻撃は誤りだったとして、中央派を「安田派」と呼び批判している。
関西派の関係者による書籍には「関西革命軍の20年史を小説化」したとされる「雲と火の柱 - 地下生活者の手記」がある。
対立する中央派は、関西派を「塩川一派」、「転向スパイ集団」と呼び批判している。
革共同再建協議会の公然事務所は大阪府大阪市淀川区東三国6丁目23-16（東三国駅）。ここはかつて中央派（前進社）の関西支社事務所だった。
2020年7月、革共同再建協議会議長の椿邦彦（本名 茂木康）が辞任し、共産主義運動年誌編集委員会発行の『共産主義運動年誌 別冊論争』第10号（2021年6月8日）に「茂木康(未来への協働)」として寄稿した後に、2022年2月にはサイトで「未来への協働」の分離を表明した。「未来への協働」は「「レーニン主義」の破綻は明らか」とレーニン主義を批判し、自らを「地方的・世代的な条件に規定された、あくまでも過渡的な組織」と呼び、「新自由主義・グローバリゼーション」とたたかう、と主張する。